# Jean (Nevada)
Jean ist eine Unincorporated Community im Clark County im Bundesstaat Nevada der Vereinigten Staaten. Der Ort liegt etwa 48 km oder dreißig Meilen südlich von Las Vegas an der Interstate 15 im Ivanpah Valley.
In Jean lebt offiziell niemand. Der Ort besteht aus Gewerbebetrieben. Dazu gehören ein während der COVID-19-Pandemie geschlossenes Casino-Hotel, zwei Tankstellen, eine Plastikfabrik, Dienstleistungsunternehmen, außerdem ein Gefängnis. Die Nevada State Police unterhält eine Polizeistation. Der Ort verfügt über einen kleinen Flughafen. Es bestehen Planungen, auf einem Gebiet zwischen Jean und dem benachbarten Primm einen internationalen Flughafen zur Entlastung des McCarran International Airport in Las Vegas zu errichten.
Gegründet wurde Jean 1904 an einer Bahnlinie als Goodsprings Junction. Bereits 1905 wurde es nach der Ehefrau des Geschäftsmannes George Fayle in Jean umbenannt. Neben einem Geschäft führte Fayle auch das Postamt. 1917 gründete er zusätzlich ein Hotel, 1918 starb er an der Spanischen Grippe. 1930 wurde der Eisenbahnbetrieb eingestellt. 1947 wurde dann wieder ein Hotel in Jean gegründet, diesmal mit Casino. Es hielt sich bis 1988. Ein Jahr vor der Schließung hatte sich das Gold Strike Hotel and Gambling Hall angesiedelt, das später in Terrible’s Hotel and Casino umbenannt und dann während der Pandemie geschlossen wurde.